# Bot

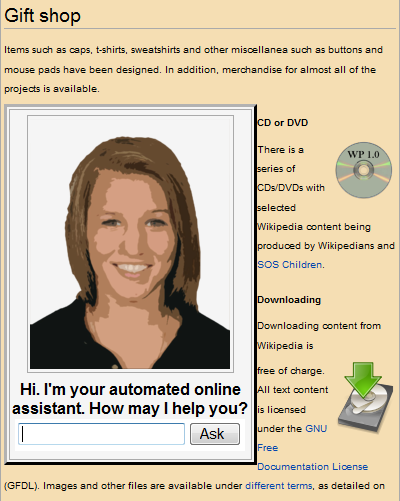
Exemplo fictício de um assistente automatizado em uma página na Internet.

Bot, redução de robot (robô, em inglês), também conhecido como Internet bot ou web robot, é uma aplicação de software concebido para simular ações humanas repetidas vezes de maneira padrão, da mesma forma como faria um robô. No contexto dos programas de computador, pode ser um utilitário que desempenha tarefas rotineiras ou, num jogo de computador, um adversário com recurso a inteligência artificial. Bots também podem ser considerados ilegais dependendo do seu uso, como por exemplo, fazer diversas ações com intuito de disseminar spam ou de aumentar visualizações de um site. O seu uso mais frequente, entretanto, está no Web crawler, em que um script realiza buscas automáticas, analisa informações de arquivos e servidores em uma velocidade extremamente alta, muito superior à capacidade humana. Além desses usos, o bot pode ser implementado em sites em que há comunicação com o usuário, como sites de jogos ou simplesmente onde é necessária comunicação semelhante à humana. O uso mais recente de Internet bots foca-se na publicidade, como o Google Adsense, que exibe a propaganda mais adequada a cada pessoa dependendo de seu comportamento na Internet.

## IM e IRC
Alguns bots comunicam-se com outros usuários de serviços baseados na Internet, através de mensagens instantâneas ou instant messaging (IM), de Internet Relay Chat  (IRC), ou de uma outra relação da web. Estes chatterbots ou chatbots podem permitir que as pessoas façam perguntas em linguagem simples, e eles então formulam uma resposta apropriada. Estes bots podem frequentemente realizar muitas tarefas, incluindo relatar e prever o tempo, levantar informação de código postal, as contagens dos esportes, moeda corrente convertendo-a a outras moedas, etc. Outros bots são usados no entretenimento, tal como o SmarterChild no AOL Instant Messenger e no MSN Messenger e o Jabberwacky no Yahoo! Messenger. Um outro alvo popular dos bot é o FriendBot. Os bots generativos podem criar respostas por conta própria e nem sempre respondem com uma das opções predefinidas. Isso os torna inteligentes, pois esses bots aprendem cada palavra em uma consulta e geram uma resposta.
Um papel adicional de bots do IRC pode ser atuar em segundo plano num canal de conversação, comentando determinadas frases expressadas pelos participantes (baseados em combinações de teste padrão). Isto é usado às vezes como um serviço de ajuda para usuários novos, ou para a censura de pornografia.

## Finalidades maliciosas
Bots podem ser utilizados para a coordenação e a operação de um ataque que foi feito em computadores networkedinged, tais como um ataque de DDoS. Os bots podem também ser usados para cometer fraude do clique. A mais recente foi vista nos jogos de MMORPG, como bots dos jogos de computador. Um spambot é um bot que envia Spam em quantidades grandes, adicionando geralmente links anunciados.
- Existem bots maliciosos dos seguintes tipos:

1. spambots que procuram por endereços de email nos formulários de contato ou nos livros de visitas;
2. downloaders que ocupam a largura de faixa de download de websites inteiros;
3. os scrapers da Web que utiliza o índice dos sites e reutiliza sem permissão com entrada automaticamente gerada na pagina afetada;
4. programas que procuraram a web para infração dos direitos autoriais de pessoas e companhias;
5. vírus e outros tipos de malware;
6. programas de data mining e bots de ciberespionagemusados para coletar a informação num website ou empresa;
7. ataques de DDoS;
8. botnets ou computadores zumbi, usados para fazer DDoS;
9. bots de jogos que automatizam determinadas ações do jogador.

- Bots são também utilizados na compra de bilhetes pela Internet, em sites como o TicketMaster.com, particularmente pelos corretores de bilhete que reservam os bilhetes. São geralmente usados para comprar automaticamente os melhores lugares disponíveis e em seguida revendê-los a preços mais altos.
- Bots são usado frequentemente em jogos MMORPGs para conseguir os recursos que fariam necessário cultivar e desempenhar tarefas repetitivas como na evolução do personagem, de muito tempo ou do esforço significativo para obter; este é um interesse na maioria das economias desta linha de jogos.